# Powiat Toyota
Powiat Toyota (jap. 豊田郡 Toyota-gun) – powiat w Japonii, w prefekturze Hiroszima. W 2024 roku liczył 6703 mieszkańców.

## Miejscowości
- Ōsakikamijima